# Гайо, Мари
Мари́ Гайо́ (фр. Marie Gayot; род. 18 декабря 1989, Реймс, департамент Марна, Франция) — французская легкоатлетка, специализирующаяся в беге на 400 метров. Победительница чемпионатов Европы 2014 года и 2015 года в помещении в эстафете 4×400 метров. Пятикратная чемпионка Франции. Участница летних Олимпийских игр (2012, 2016).

## Биография
Родилась в Реймсе, но в раннем возрасте переехала в Суасон, где и началась её легкоатлетическая карьера. С 2004 по 2010 год Мари тренировалась в клубе CRAC Soissons под руководством Кристофа Реми. В этот период ей удалось стать одной из самых перспективных молодых бегуний Франции. Она выиграла национальный чемпионат среди юниоров на дистанции 400 метров. В 2007 году на юниорском чемпионате Европы стала 5-й в финале, а в эстафете сборная Франции остановилась в шаге от медалей. Следующие несколько лет Гайо оставалась в тени из-за преследовавших её травм.
С 2011 года стала регулярно попадать в состав сборной Франции на международные соревнования. Прогресс Мари стал следствием перехода в новый клуб, Amiens UC, к новому наставнику, Эрве Стефану. На зимнем чемпионате Европы 2011 года она завоевала бронзовую медаль в эстафете 4×400 метров. В том же сезоне ей довелось защищать честь национальной команды на командном чемпионате Европы, молодёжном чемпионате Европы (бронза в эстафете) и на чемпионате мира.
Зимой 2012 года Гайо впервые в карьере стала чемпионкой Франции, выиграв бег на 400 метров в помещении. В летней части сезона она дошла до стадии полуфинала в личном виде на чемпионате Европы, а в эстафете внесла свой вклад в завоевание серебряных медалей.
Участвовала в летних Олимпийских играх 2012 года, где в эстафете 4×400 метров стала 6-й в финальном забеге.
В сезоне 2013 года представляла свою страну на чемпионате Европы в помещении и на чемпионате мира в личном виде и в эстафете. Результаты оказались схожими: Мари останавливалась на стадии полуфинала в беге на 400 метров, а с командой занимала 4-ю строчку в протоколе. Небольшим утешением стало серебро Игр франкоговорящих стран, завоёванное в сентябре (с результатом 52,33). Не самый удачный сезон вынудил Гайо на очередные перемены: клуб EFSRA из её родного Реймса совершил трансфер спортсменки за 13 000 евро, а она сама переехала в небольшой городок Компьень, где начала сотрудничать с молодым тренером Лораном Эрню, в прошлом многоборцем, участником чемпионатов мира и Олимпийских игр.
В 2014 году стала чемпионкой Европы в эстафете, аналогичного успеха добилась и на зимнем первенстве континента 2015 года. В личном виде оба раза дошла до финала, но не смогла добраться до медалей. В полуфинале чемпионата мира 2015 установила личный рекорд, впервые пробежав быстрее 51 секунды (50,97), но этого не хватило для попадания в решающий забег.
Летом 2016 года завоевала очередное серебро чемпионата Европы в эстафете.
Была включена в команду Франции для участия в летних Олимпийских играх в Рио-де-Жанейро. Выступала в эстафете, где в составе сборной заняла 10-е место в предварительных забегах и не смогла выйти в финал.
Является выпускницей Университета технологий в Компьене, где получила образование в сфере городского планирования и развития.

## Основные результаты
| Год  | Турнир                          | Место проведения          | Дисциплина       | Место       | Результат |
| ---- | ------------------------------- | ------------------------- | ---------------- | ----------- | --------- |
| 2007 | Чемпионат Европы среди юниоров  | Хенгело, Нидерланды       | 400 м            | 5-е         | 53,98     |
| 2007 | Чемпионат Европы среди юниоров  | Хенгело, Нидерланды       | эстафета 4×400 м | 4-е         | 3.37,82   |
| 2011 | Чемпионат Европы в помещении    | Париж, Франция            | эстафета 4×400 м | 3-е         | 3.32,16   |
| 2011 | Командный чемпионат Европы      | Стокгольм, Швеция         | эстафета 4×400 м | 8-е         | 3.31,13   |
| 2011 | Чемпионат Европы среди молодёжи | Острава, Чехия            | 400 м            | 6-е         | 53,86     |
| 2011 | Чемпионат Европы среди молодёжи | Острава, Чехия            | эстафета 4×400 м | 3-е         | 3.31,73   |
| 2011 | Чемпионат мира                  | Тэгу, Южная Корея         | эстафета 4×400 м | 13-е (заб.) | 3.28,02   |
| 2012 | Чемпионат Европы                | Хельсинки, Финляндия      | 400 м            | 9-е (1/2)   | 52,17     |
| 2012 | Чемпионат Европы                | Хельсинки, Финляндия      | эстафета 4×400 м | 2-е         | 3.25,49   |
| 2012 | Олимпийские игры                | Лондон, Великобритания    | эстафета 4×400 м | 6-е         | 3.25,92   |
| 2013 | Чемпионат Европы в помещении    | Гётеборг, Швеция          | 400 м            | 10-е (1/2)  | 53,38     |
| 2013 | Чемпионат Европы в помещении    | Гётеборг, Швеция          | эстафета 4×400 м | 4-е         | 3.28,71   |
| 2013 | Командный чемпионат Европы      | Гейтсхед, Великобритания  | 400 м            | 3-е         | 51,54     |
| 2013 | Командный чемпионат Европы      | Гейтсхед, Великобритания  | эстафета 4×400 м | 3-е         | 3.29,55   |
| 2013 | Чемпионат мира                  | Москва, Россия            | 400 м            | 14-е (1/2)  | 51,54     |
| 2013 | Чемпионат мира                  | Москва, Россия            | эстафета 4×400 м | 4-е         | 3.24,21   |
| 2014 | Чемпионат мира по эстафетам     | Нассау, Багамские Острова | эстафета 4×400 м | 4-е         | 3.25,84   |
| 2014 | Чемпионат Европы                | Цюрих, Швейцария          | 400 м            | 7-е         | 52,14     |
| 2014 | Чемпионат Европы                | Цюрих, Швейцария          | эстафета 4×400 м | 1-е         | 3.24,27   |
| 2015 | Чемпионат Европы в помещении    | Прага, Чехия              | 400 м            | 5-е         | 53,11     |
| 2015 | Чемпионат Европы в помещении    | Прага, Чехия              | эстафета 4×400 м | 1-е         | 3.31,61   |
| 2015 | Чемпионат мира по эстафетам     | Нассау, Багамские Острова | эстафета 4×400 м | 4-е         | 3.26,68   |
| 2015 | Чемпионат мира                  | Пекин, Китай              | 400 м            | 12-е (1/2)  | 50,97     |
| 2015 | Чемпионат мира                  | Пекин, Китай              | эстафета 4×400 м | 6-е         | 3.26,45   |
| 2016 | Чемпионат Европы                | Амстердам, Нидерланды     | эстафета 4×400 м | 2-е         | 3.25,96   |
| 2016 | Олимпийские игры                | Рио-де-Жанейро, Бразилия  | эстафета 4×400 м | 10-е (заб.) | 3.26,18   |